# You Give Love a Bad Name
〈You Give Love a Bad Name〉은 미국의 글램 메탈 밴드 본 조비의 노래로 1986년 음반 《Slippery When Wet》의 첫 싱글로 발매되었다. 존 본 조비, 리치 샘보라, 데스몬드 차일드가 그녀의 애인을 버린 한 여성에 대해 쓴 이 곡은 1986년 11월 29일 미국 빌보드 핫 100에서 1위에 올랐고 밴드의 첫 번째 히트곡이 되었다. 이 곡은 2007년 블레이크 루이스가 《아메리칸 아이돌》에서 공연한 후 29위로 다시 차트에 올랐다.
후렴구의 가사에도 불구하고 본 조비의 1984년 자칭 데뷔 음반에 수록된 관련 없는 곡인 〈Shot Through the Heart〉와 혼동해서는 안 된다.

## 구성
〈You Give Love a Bad Name〉은 원래 보니 타일러를 위해 〈If You Ware a Woman (And I Was a Man)〉이라는 제목으로 가사를 다르게 썼다. 미국과 영국에서의 성공에 불만을 품은 데스몬드 차일드는 존 본 조비, 리치 샘보라와 함께 이 곡을 다시 썼다.
이 곡은 C단조로 작곡되었고 123 BPM의 템포를 가지고 있다.
노래의 음반 버전은 제목이 희미해질 때까지 반복되면서 끝난다.
에이바 맥스의 곡 〈Kings & Queens〉가 발표되자 〈You Give Love a Bad Name〉과 〈If You Ware a Woman (And I Was a Man)〉을 비교하며 〈Kings & Queens〉의 작곡가로서 데스몬드 차일드의 명성을 부각시켰다.

## 곡 목록
- 7인치 싱글

1. "You Give Love a Bad Name" – 3:53
2. "Raise Your Hands" – 4:17

- 12인치 싱글

1. "You Give Love a Bad Name" – 3:53
2. "Raise Your Hands" – 4:17
3. "Borderline" – 4:10

- 7인치 픽처 디스크 싱글

1. "You Give Love a Bad Name" – 3:53
2. "Let It Rock" – 5:24

- CD 비디오 싱글

오디오
1. "Let It Rock" – 5:24
2. "Raise Your Hands" – 4:17
3. "Without Live" – 3:32
4. "You Give Love a Bad Name" – 3:53

비디오
1. "You Give Love a Bad Name" – 3:53

## 인증
| 국가                                                            | 인증     | 판매량/출하량 |
| --------------------------------------------------------------- | -------- | ------------- |
| 캐나다 (뮤직 캐나다)                                            | 골드     | 50,000^       |
| 덴마크 (IFPI Danmark)                                           | 골드     | 45,000        |
| 이탈리아 (FIMI)                                                 | 골드     | 25,000        |
| 영국 (BPI)                                                      | 플래티넘 | 600,000       |
| ^출하량을 기반으로 한 인증 · 판매량+스트리밍을 기반으로 한 인증 |          |               |